# Searsia (vis)
Searsia is een monotypisch geslacht van straalvinnige vissen uit de familie van glaskopvissen (Platytroctidae).

## Soort
- Searsia koefoedi Parr, 1937